# リッチ (アンデッド)

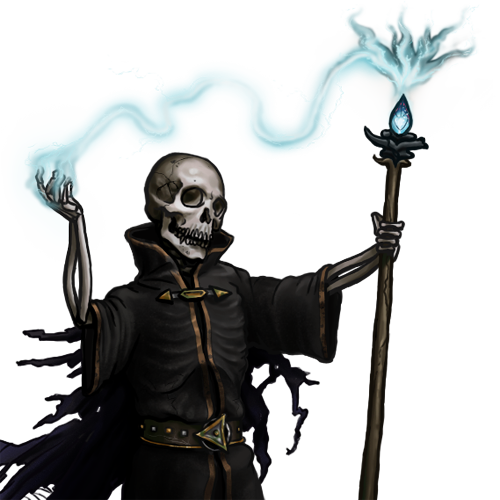
コンピュータゲーム『The Battle for Wesnoth』に登場するリッチ

リッチ (Lich) は、ファンタジー作品などに登場するアンデッドの一種。

## 概要
リッチ（リッチーとも）は、超常的な力により死してなお生前の人格と知性、全能力を維持するアンデッドである。lichは古い英単語で「死体」の意。 外見は骸骨か干からびた（稀に腐敗した）死体だが動きにぎこちなさはなく、生前の社会的地位（強力な魔術師や神官、王であることがほとんど）に応じた、しかし大抵長い年月でぼろぼろになった衣装を着ている。リッチは多くの場合、自ら望んで多大な労力の果て（複雑な儀式、高度な魔術、希少な材料の霊薬など）にこの「すでに死んでいるためこれ以上死なない」形態に変異、墳墓など住居の奥で寿命を超越して生前の目的（研究や修行、統治や陰謀）を継続している。 同様に死体が動いているゾンビやスケルトンとは完全に別次元の存在であり、ほとんどの場合マミーよりも強力である。
多くの作品では、ゾンビや他の下位のアンデッドを複数（軍団）を従えている姿で描かれており、他のアンデッドを呼び寄せ支配する特殊能力を有していることもある。

## 歴史的背景
「リッチ」(lich)という言葉は、「死体」を意味する古英語の単語に由来する。
従来より「リッチ」という単語は、クラーク・アシュトン・スミスの『魔術師の帝国』などの様々なファンタジー文学作品において、アンデッドを含めて（動く動かないにかかわらず）死体を意味する言葉（状態）などに用いられていた。
1976年に発売されたロールプレイングゲーム『ダンジョンズ＆ドラゴンズ（以下D&D）』の追加ルールブック『グレイホーク』で「高位の魔術師や神官が不死を求め、強力な魔法や神的存在の力で生前の人格や能力を維持したまま死体に変じた」アンデッドとして掲載されたことにより認知度が上昇。その後も様々な創作において採用され数々のアレンジや解釈が行われ、「リッチ」という単語は「最上位のアンデッド」として広く認識されることとなった。特に日本では最強格でありながら「元・人間で人格・記憶を有する」ことから『オーバーロード』『花織さんは転生しても喧嘩がしたい』など主人公として採用する作品すらある。
上記のような経緯もあり、『D&D』が版権を主張するビホルダー等11種と異なり、「リッチ」には版権問題は存在しない。『パスファインダーRPG』にも登場している。

### 伝承
多くの文化において、骸骨は「死の象徴・最終的かつ不変の身体状態」、同様にミイラなど長期にわたり原型を留める死体は「死を越えた生」など神秘の対象であった。先人たちが「骸骨・ミイラのような死体となってなお生き続ける人物」を何処かの伝承から発想したのかは不明であり、リッチにモデルがあるのかは分からない。
中国の伝承に見られる仙人は仙道という術法や練丹という呪薬を用いて不老不死を目指すという点だけに注目すれば、リッチと言えなくもない。特に善行を積んで生きたまま不老不死となる天仙・地仙と異なり、死後体から抜け出した魂魄が後日死体に戻り棺を抜け出てゆくという尸解仙は死を経て死体で蘇り不老不死になるという点で、外見を除けばリッチに近い。

### 文学
死体の古語である「リッチ」という言葉は、近代では主にファンタジー作品において用いられている。
怪物としてのリッチは、いわゆる初期のヒロイック・ファンタジーに登場する、魔術によって死を克服した強力な魔法使いに由来している。これらの小説ではこのような魔法使いが少なからず見られ、例えばクラーク・アシュトン・スミスの短編小説の多くには、魔術によって死からの復活を可能にする強力な魔法使いが登場しており、ロバート・E・ハワードは『スカル・フェイス』などいくつかの作品で、神秘的な手段によって不死になることで、体はしわが寄った抜け殻のようになる一方、人間にはできないような動きとより活発な思考をするようになった魔法使いを登場させている。また、『英雄コナン』に登場する物語の幕を開ける剣の持ち主だった古代王のミイラもリッチと目される（眼窩の奥に光が宿っているという後の『D&D』で取り入れられるリッチの特徴がある）。
現在のようなリッチが登場するきっかけとなった『D&D』の共同制作者の1人であるゲイリー・ガイギャックスは、同ゲームに登場するリッチはガードナー・フォックスの短編小説「The Sword of the Sorcerer」を基にしていると述べている。
ただし、アンブローズ・ビアスの『ハルピンフレイザーの死』や ハワード・ラヴクラフトの『戸をたたく怪物』などのように、単なる死体という意味で「リッチ」という言葉を用いている例も存在する。
なお後述のデミリッチのように、リッチは頭蓋骨を宝石で飾ったり聞く者を恐怖に捉える声を発することがあるが、これはフリッツ・ライバーが初期に書いた『盗賊の館』がもととなっている。

## 『D&D』のリッチ
上記の通り、リッチは『D&D』のオリジナル創作物ではない。
しかし今日のリッチのイメージは間違いなく『D&D』で生み出され定着したものであり、以下にその変遷をまとめる。
「en:Lich (Dungeons & Dragons)」も参照。

### 日本語訳以前の『Ｄ＆Ｄ』
『オリジナルD&D』のサプリメント『グレイホーク』で正式に登場。
非常に強力なマジックユーザーかクレリックが魔法で変身した、スケルトンのようなアンデッドモンスターとされる。生前の人格や記憶を保持し、変わらず魔法が使える他、強力な魔力で保持される肉体は外見に似合わぬ防御力・耐久力を備え、接触で抵抗の余地のない麻痺を与えられる上、その姿を見た一定レベル以下のキャラクターは恐怖に囚われる。
3レベルまでを扱う『クラシックD&D2版』、14レベルまでを扱う『クラシックD&D3版』には登場せず、『AD&D1版』に登場した。その際、リッチに転ずるには呪術・魔術以外にphylactery（フィラクタリー）が必要という設定が加わり、外見もワイトやマミーに良く似た＝骸骨じみた干からびた姿で、眼球のない眼窩には光点が宿っているとされた。この光点がマミーやスケルトンとの外見上の違いである。生前の社会的立場から、豪奢だが歳月でぼろぼろになっている服装をしていることが多い。『グレイホーク』での設定全てに加えて体は非常に低温（にもかかわらず霜がついたりしない）とされ、接触によるダメージは両手武器並み。防御力は魔法の鎧に匹敵するほどに引き上げられ、非魔法の武器と一定レベル以下のキャラクターによる攻撃、「電撃」「冷気」などの魔法、アンデッド故の精神活動や生体への魔法・状態異常（「眠り」「魅了」「恐怖」「失神」「狂気」「精神弱化」「毒」「変身」「即死」など）に対して耐性を持つ。
これらの設定は『5版』に至るまでほぼ継続している。
その活動は休眠を必要とせず、肉体と精神を維持するのに食糧・水・空気など物質的要素も魔法的要素も必要としない完結した個体であるため、自ら望まない限り外界に関わることはない。

### 『クラシックD&D』
『クラシックD&D4版』マスタールールセットから登場している。phylacteryの記述はなく、スケルトンのような外見など『グレイホーク』の設定に非魔法の武器への耐性や低温の体など『AD&D1版』の設定が加わっている(接触の麻痺は最大100日)。クレリックのターンアンデッドは有効だが、これによって破壊されることはない。一方、HPは生前と変わらない（「HDはレベル＋キャラクターのクラスによる」ので、生前のクラスと現在のレベルで命中判定を行い、最大HPはレベルアップで増大する）。概して元のキャラクターの防御力が大幅に引き上げられたかの造形。
元は21（大体27～36）レベル以上のカオティックのマジックユーザーかクレリックで、生前の魔法が全て使えるのみならず、更なるレベルアップも可能。リッチ同様に人間から変異するヴァンパイアが術者としてのレベルに上限がある（マスタールールセットでは7～18レベル、『クラシックD&D5版』では最大9レベル）ことを考えるとこれが最大の能力であり脅威である。マジックユーザーのリッチは1~2個の呪文を永久化して自身にかけていることが、クレリックのリッチは3~12種のアンデッドモンスターを召使いにしていることが多い。
普段は住居（墳墓など）の奥深くで研究や陰謀に余念がないが、住居を離れる時は2~5種の強力なマジックアイテムを身に着けており、ただ念じるだけで強力なアンデッドモンスターを呼び寄せる。

### 『AD&D2版』
こちらは『AD&D1』版の設定を補足したもの。その視力は完全な暗闇、強い光でも見通し、その体からは冷気と闇のオーラが放射されている。このオーラによる接触でディスペルされるまで解けることのない永続的麻痺を与える。その長い生涯で研究・開発した、全く新しい魔法やマジックアイテムを使ってくることもある。
phylacteryは護符と訳され、リッチは自身の生命をこれに込め、消滅から守っているとされた。護符の形状や種類は問わないが、最高品質の工芸品である必要がある。リッチを真に滅ぼすには肉体を破壊した後、護符の破壊が必須であり、故にリッチは護符を厳重に隠すとされた。「倒されたが護符が無事だった場合」「護符が先に破壊された場合」どうなるかは明記されていない。
リッチに転じる過程が詳細に説明されている。
まず魔術師レベル×金貨1500枚以上の工芸品に「エンチャント・アン・アイテム」「マジック・ジャー」「パーマネンシー」「リィンカーネーション」の呪文を用いて護符を作る。次いで「レイス・フォーム」「パーマネンシー」「コーン・オブ・コールド」「フェイン・デス」「アニメイト・デッド」を用いて作った毒性の強いポーションを満月の日に飲む。全ての呪文が成功していれば、術者はリッチとなる（失敗した場合、完全に死亡する）。
僧侶のリッチの場合は不明。

### 『D&D3版』
『モンスターマニュアル』にて、様々なクリーチャーに適用できるテンプレートとして登場した。
phylacteryは経箱と訳され、特殊な文様が書かれた羊皮紙が収められた箱だが、素材は勿論内部に空間があれば小瓶や宝石など形態も問わない。そして「肉体が破壊されても経箱が無事なら、10日以内に経箱の傍らに復元される」というヴァンパイアの様な設定が加わった。経箱の破壊が健在なリッチに与える影響は不明。
『3版サプリメント フェイルーンのモンスター』ではフォーゴトン・レルムのリッチが持ついくつかの特殊能力が追加されている。

### 『D&D3.5版』
『モンスターマニュアル』に登場した。「ポリモーフ（変身）」への耐性に「自身にポリモーフをかけることはできる」と注釈された。

### 『D&D4版』
『ダンジョンマスターズガイド』にて、様々なクリーチャーに適用できるテンプレートとして登場した。ほとんどは生前ウィザードかウォーロックで、クレリックはマルチクラスでどちらかの技能を持っている。
『モンスターマニュアル』にも登場。その姿を見た生物は恐怖に囚われるという特徴が無くなり、変わって範囲内の生物にダメージを与える死霊のオーラを纏い、影の光線や死霊の球体などの遠距離攻撃と自分を中心に冷気や死霊の力の爆発など直接的攻撃能力が追加されている。
更に「リッチ・トランスフォーメーション」というリッチになる為の呪文（儀式）が記載された。
執行者は儀式に先立ち、10日かけて経箱を作る。通常は執行者の血でしたためられた魔法の文言が書かれた羊皮紙を収めた１辺６インチの金属の箱である。儀式はアンデッドを支配するデーモン・プリンス「オルクス（ローマ神話のオーカス）」に呼びかけ助力を仰ぐことで執行者はリッチに変化する。オルクスは力を与えたリッチの経箱を即座に破壊できる。
この儀式は人型クリーチャーの為のもので、それ以外のクリーチャーは別の手段でリッチとなる。
経箱が破壊されても直ちにリッチに影響はなく、新しく作り直すことができると明記された。

### 『D&D5版』
『モンスターマニュアル』に登場した。
その姿を見たものが恐怖に囚われるのではなく、リッチに見られたものが恐怖状態に陥る凝視攻撃に改変。『4版』同様自身の周囲に死霊ダメージを与える「魂砕き」という能力を持つ。更に一部のクリーチャーが持つ住居アクション＝根城でのみ使える能力として呪文スロット（使用回数）の回復・負のエネルギーのひもを他の生物1体に伸ばし、リッチの受けるダメージを半減、減ったダメージをその生物に押し付ける・住居内で死んだクリーチャーの霊を呼び出し1体の目標を攻撃させるという能力が追加されている。
リッチは経箱に定期的に魂を捧げることで自身を保つ魔法を維持しており、この過程は「インプリズンメント」の魔法で行われる。経箱は一度に1体のクリーチャーの魂を捕らえ、9レベルの「ディスペル・マジック」がかけられない限り24時間で吸収・完全に消滅させる。この過程に失敗したリッチの体は崩れ始め、やがてデミリッチ（後述）と化す。この為、経箱を失うことは間接的にリッチを滅ぼすが、経箱の破壊は容易ではない。経箱はそれぞれ特別なもので、その破壊手段を知ること自体が一つの探索行になり得る。

### リッチのバリエーション

#### デミリッチ
頭蓋骨だけのリッチ。
『AD&D1版 モンスターマニュアル2』に登場後、『AD&D2版 モンスターコンペンディウムⅠ』『5版 モンスターマニュアル』に登場。
デミリッチが存在する設定では、リッチは不滅ではなく、その体を形成する魔法は徐々に弱まり、長い時間を掛けて朽ちてゆく。体は塵となり、やがて浮遊し会話する頭蓋骨だけとなる。「デミ」は「半分」ではなく「半ば≒未だ」といった意味。
長い時間で正気を失い、魔法の維持を怠ったのでない限り、この形態はリッチが更なる探求を目論んでいるか行っている姿である。既知の世界・次元の外に精神のみとなって赴くリッチには物質界の実体は無用となるため、滅びるに任せているに過ぎない。しかし侵入者に対しては多くの場合容赦せず、迎撃の為朽ちかけた体に戻ってくる。
体が無くなった為に麻痺の接触を含む物理攻撃、そして最大の特徴である呪文は一切使えないが、骨の残骸である塵を操り、『5版』では1体のクリーチャーの生命力を奪って回復したり、集団の最大HPを奪う魔力も持つ。その頭蓋骨は（特に『AD&D』では）極めて破壊困難にして聴いた者を恐怖で死に至らしめる叫び声と強力な呪いを使う。更に『AD&D』と『5版』に登場する「宝石で飾られたデミリッチ」は抵抗に失敗した相手の魂を宝石に封じ、肉体を装備品ごと「存在を停止させる（＝実体を崩壊させる）」非常に強力な魔力を揮う。この宝石は封じた魂を経箱に与えることもできる。
『AD&D』ではphylacteryも朽ちているようだが、残骸を聖水に浸して「ディスペル・マジック」の魔法をかけない限り1~10日で復活する。『５版』では経箱が無事なら1~10日で復活し、何らかの方法で経箱に魂を取り込めば望むだけで再びリッチに戻れる。

#### グッドリッチ
その名の通り「善」の性格。敬意を込めてアーク（大）リッチとも呼ばれる。近年では悪の大リッチ（後述のヴェクナ、アサーラックなど）は日本語ではアーチリッチと表記される。
『3版サプリメント フェイルーンのモンスター』に登場。
アンデッドを制御する能力を得た者もおり、その応用でクレリックの様にアンデッドを退散または破壊出来たり、疑似呪文能力としてアニメイト・デッド（死体に自律行動をさせてゾンビやスケルトンにする）を使えたりする。
独自の特殊能力として「投影」がある。1日3回、自身の映像１体を最大1マイル離れた場所（物理的または一般に知られている全ての魔法の障壁のみならず、物質界とエーテル界の境界も越える）に最長1時間投影できる。この映像は視聴覚を備え、会話が可能なばかりかエーテル界を見通し呪文の使用も可能な上に完全な飛行能力も備える。反面、固体は運べず、リッチの特殊能力もない。この映像は魔法のように解除することはできないが、本体と同じHPを持つので、ダメージを与えこれを０にすることで消滅する。その際、映像が受けたダメージの半分（端数切り捨て）を本体も受ける。
また「ウォーター・ウォーク」を回数無制限で使える。
グッド・リッチは善と中立のクレリックによるアンデッド退散に完全耐性を持つ。悪のクレリックはアンデッド威伏／支配はできないが、退散や破壊を試みることはできる。
フォーゴトン・レルム世界にはグッド・リッチのバリエーションが設定されている。
アークリッチは人間のウィザード・クレリックそしてバードが形質変化したもので、「投影」は持たない。
ベールノーンはエルフのリッチ達で、白く輝く瞳が特徴。経箱を持たず、特殊能力としての「恐怖のオーラ」、回数無制限の「ウォーター・ウォーク」も持たない。

#### ドラコリッチ
ドラゴンのリッチ。
3版サプリメント『フォーゴトン・レルム・ワールドガイド』、『4版』『5版』の『モンスター・マニュアル』に登場。
悪のドラゴン（クロマティックドラゴン。ワイバーンやドラゴンタートルはなれない）がドラゴンを崇めるカルト教団や魔術師の協力でリッチとなったアンデッド。朽ちた姿だがリッチ故に多くの能力が保持されているのでブレスも吐けるし飛行も可能。元々の能力が強大である反面、リッチの特殊能力の多くを持たない。
版によって設定が少しずつ異なる。
『3版』では肉体が破壊されると魂は経箱に戻るがリッチのように自動的に肉体は復元されない。経箱の近くにドラゴンか大型爬虫類の死体があった場合、それに宿りプロトドラコリッチとなる。プロトドラコリッチは精神と記憶こそ元のドラコリッチのものだが、ブレスも呪文も使えずHPなど身体能力は憑りついた死体のものとなる。2～8日経過するか破壊された自身の肉体を10%以上食すと元のドラコリッチに戻る。この為、ドラコリッチは経箱の近くに複数の死体を用意していることが多い。
『4版』ではその他のリッチと違い、経箱はカルト教団などリッチ化の儀式を行ったものが変異したドラコリッチを支配するものであり、ドラコリッチはそれを破壊しようとする。経箱が破壊されてもドラゴリッチは影響を受けず、ドラコリッチの肉体が破壊されると経箱も破壊される。ブレスは死霊エネルギーに変わるため、別種のクリーチャーと言えるかもしれない。
『5版』ではアダルト以上の年齢のドラゴンが変異するアンデッドで、経箱は特殊な宝石である。ドラコリッチの肉体が破壊されると、同一の次元界にある限り距離に関係なくその魂は経箱＝宝石に宿る。魂が宿った宝石が別のドラゴンの死体に触れると魂は死体に移り、元のドラコリッチに変異・復活する。宝石が別の次元界にある状態で肉体が破壊された場合、ドラコリッチの魂はあの世へ行く。

#### アルフーン
マインド・フレイヤー＝イリシッドのリッチ。イリシリッチとも。
『3版サプリメント フェイルーンのモンスター』『4版シナリオ 恐怖の墓所』（巻末の『付録：追加モンスター』）『5版サプリメント ヴォーロのモンスター見聞録』に登場。
マインド・フレイヤーの魔法抵抗体質の為、外見的には体表の粘液が乾いている程度の変化しかない。水やポーションを浴びたり飲んだりして触手の機能を保持している。5版ではマインド・フレイヤーと秘術魔法の関わりが変更されたので、アルフーンはサイオニックと複数の術者による疑似リッチ（とその儀式を編み出したマインド・フレイヤーの秘術使い達の結社名）となり、イリシリッチ（選択ルール）と分けられた。生前の能力がほぼ全て保持・再現されるイリシリッチと異なり、アルフーンの死した触手は頭蓋を穿つことができない。

### 著名なリッチ

#### ヴェクナ(Vecna)
おそらく最初に神となったリッチ。教団のシンボルにしてレリック（聖遺物）である左手と目玉、著書は強力なアーティファクトの常連である。
『AD&D2版』『3及び3.5版』『4版』『5版』に登場。
嘗てはグレイホーク世界にて最強のリッチであり、実に1000年以上にわたって存在し続けたといわれる。「悪」の性格の者に強大な力を授ける諸世界の悪行について記した冒涜的な書物『不浄なる暗黒の書』の著者。複数の将軍と共に強大な軍団を率い、世界を混乱に陥れていた。しかしヴェクナの右手と称された副官カースの裏切りにあい、自ら作成し授けた魔剣にて目玉と左手を残して滅び、その魂は何処かの次元に封じられた。その後何があったのか、現在では神々の一柱として邪な信仰を集めている。生前裏切られた事からか、「他者に知られてはならない秘め事・秘密」を司る。干からびた左手と目玉が残されたことから、眼球が残っていたらしい。
vecnaはガイギャックスが愛読していた作家ジャック・ヴァンス（Jack Vance）のアナグラムであり、ヴェクナの手と目は『紅衣の公子コルム』のクウィルの手とリンの目から発想されている。

#### アサーラック(Acererak)
最も有名であろうリッチ。「“貪る者”アサーラック(Acererak, the Devourer)」とも呼ばれる。
『AD&D1版』にて、ガイギャックスの手による最高難度のシナリオ『恐怖の墓所』の主であるデミリッチとして登場した。
しかし5年後に発売された『モンスター・マニュアル2』にデミリッチが収録される際、その破壊手順が設定されると『恐怖の墓所』で手順を踏んでいないことから、『AD&D2版』シナリオ『RETURN TO THE TOMB OF HORRORS』で再登場（前作のデミリッチは精巧な複製とする解釈の作品もある）。強力な魔法の宝で数多の冒険者をおびき寄せ、その魂を収集していたとされたが、異なる次元界に建築した要塞にて、経箱ごと滅ぼされる。このシナリオにはアサーラックを敬い継ぐべく『恐怖の墓所』の麓に集まった魔道士たちの結社「黒の学院」とコミューン「髑髏の都」も登場した。
『4版』にて、「黒の学院」の尽力もあってか数十年後に精神だけ復活。進行中のキャンペーンに組み込める連続シナリオ『恐怖の墓所』（4版）の黒幕として登場した。このシナリオでは資料としてアサーラックの過去や行動原理が記されている。
アサーラックはバロールと人間の女とのカンビオンで、ひどい奇形であり、幼少時に群衆に母親を殺された。その後一説ではヴェクナに師事していたが、カースより先に裏切りリッチ化の秘密を盗んだとされ、ヴェクナの「秘密」の神という面に一役買っているとされる。オルクスの信者でもあったが真の意味での忠誠心はなかったという。ただティーフィリングには心許していたらしい。
グレイホーク世界の600年ほど昔、バイル・トゥラス帝国屈指のウィザード「緋色のアサーラック」と呼ばれていた頃にリッチとなった。様々な世界を巡り、魔法の品や古代の遺物を収集・研究する過程で自身の父親にあたる魔神を呪縛・使役。凶悪な罠に満ちた幾つもの墳墓を建設し、冒険者の魂を集めていた。一方で死した神々に着目、その力をも集めるようになる。
アサーラックが大量の罠を仕掛けながらヒントを出すのは、（本人は認めないが）自身の生い立ちと世界に対する憎悪による。ヒントを授かりながらも危険を回避できなかった冒険者と、その背景である世界を嘲笑うためだ。
『5版』ではキャンペーンシナリオ『魂を喰らう墓』にオアース（グレイホーク世界の舞台となる惑星）からやってきたアーチリッチとして登場。『ダンジョンマスターズ・ガイド』の表紙を飾る。リッチとして登場したことで世界最高峰の呪文の使い手となった。更に触れるもの全てを分解する世界の穴「スフィアー・オヴ・アナイアレイション」とそれをコントロールする護符「タリスマン・オヴ・ザ・スフィアー」、滅ぼした魔道士の頭蓋骨を備えた杖「スタッフ・オヴ・ザ・フォーゴトン・ワン」という3つのアーティファクトを持つ。
自身が神になるのではなく、神を創り出すことと危険な墳墓を建設することを目的としている。彼及び彼の弟子たちはデミリッチ化を常命の世界を超越する手段と考え、その頭蓋骨に魔法の宝石を埋め込みデミリッチ化に備えている。

#### ヴラーキス(Vlaakith)
ギスヤンキの女王。
『3版サプリメント 次元界の書』『5版サプリメント モルデンカイネンの敵対者大全』に登場。
ギスの副官であり、共にマインド・フレイヤーの支配から同胞＝ギスヤンキ・ギスゼライを解放に尽力。ギスにアビスに赴きティアマットの助力を仰ぐことを進言、現在まで続くレッドドラゴンとの盟約を採り付けた。ギスがアビスに去った後の人民を率いてマインド・フレイヤーの帝国を崩壊させた当事者。しかしその後マインド・フレイヤーに代わり自分たちが全次元を掌握することを宣言、内部分裂を引き起こし、民族を二分してしまう。
現在はギスヤンキの絶対的指導者として君臨しており、この為ギスヤンキは信仰を持たない。にも拘わらず自身の権力に偏執的で、高レベルに達したギスヤンキの戦士たちを「ギスに引き合わせる」と称しその魂を取り込み、延命とライバルの排除を並行して行っている。更に取り込んだ相手の技能を得る能力を持ち、戦士としても超一流である。

#### ザス・タム(Szass Tam)
フォーゴトン・レルム世界最大の巨悪の一体。
『3版サプリメント　フォーゴトン・レルム・ワールドガイド』、『4版サプリメント　フォーゴトン・レルム・キャンペーンガイド』、映画『ダンジョンズ&ドラゴンズ/アウトローたちの誇り』に登場。
ソード・コースト地方の遥か東にある国サーイの実質的支配者。サーイはレッド・ウィザードと呼ばれる高度に専門化したウィザード達が収める国で、ザス・タムは死霊術のザルカー（各分野の最高実力者にして指導者）である。ザルカーは終身制であるため、リッチであるザス・タムは長くこの地位におり、政敵が多い。政戦の末、サーイと全レッド・ウィザードは自身の下に統一されるのが最善と思い至った。
『4版』では「専制を司る悪の上級神・ベイン」との契約などでサーイの内戦に勝利、リージェントとしてこの国を治めている。今や臣下となったザルカーは全員リッチであり、火山の噴煙と灰で日が差さなくなったサーイはフェイルーン大陸で最もアンデッドが多い国となった。現在ザス・タムはサーイの外に注意を向けているが、国内も一枚岩ではない。
ザス・タムは多くの死霊術呪文を創作したのみならず、クラスを問わず既知の呪文ほぼ全てを使える（他のクラスの魔法も同様の効果を再現する呪文を創作している）。フォーゴトン・レルムの何処にも幻影を投射し通信できる強大な魔法力と権力でアーティファクト以外のあらゆるマジックアイテムを簡単に創作・入手でき、事実複数のアーティファクトを含むすばらしいコレクションを持っている。
レッド・ウィザードの常として剃髪だが黒い髭を生やし、生者の姿を取る時は強壮で背の高い、黒髪で猫なで声の学者を好む。対外的には物静かで上品かつ愛想が良く礼儀正しい。しかし自身の欲求には正直で無礼に対しては冷静に激怒する。一方で知恵で自身の陰謀を妨げた者たちを（無礼を働かない限り）賞賛するかに見えることもあり、全世界をゲーム盤とみなしているらしい。

## 『D&D』以外でのリッチ的怪物
前述の通り、リッチはガイギャックスが発想元を明らかにしているモンスターである。故に、WotC社が著作権を主張する怪物たちに含まれていない。とはいえ、現在のリッチのイメージは間違いなく『D&D』で形作られたものであるため、他作品では配慮してリッチに似た怪物が登場している例がある。

### エデ・イー
漫画『BASTARD!! -暗黒の破壊神-』単行本6巻に登場したアンデッドモンスターで、個体名はリッチー。
作品中究極のアンデッドとされ、空を覆い地面も腐らせる腐食性暗黒ガスを無尽蔵に放出しており、地上に出現するだけで一国が滅ぶほどの被害を及ぼす。朽ちたローブを纏う肉体は干からびており、場面によって眼窩が光で満たされていたり視神経孔から光線が漏れていたり眼球があったりする。その体は物質界とアストラル界に同時に存在し、物理的攻撃は半ば通り抜けてダメージを与えられない。更に霊的に極低温に保たれ、接触した生物を麻痺させるほか一般にアンデッドに効果的な炎の魔法にも抵抗力を持つ。魔法への抵抗力が低い者は見るだけで精気を奪われるほどの妖気を発散しており、死霊の類を引き寄せる。
劇中では広範囲の物体を有機物無機物問わず腐食させる呪文「腐灰閃潰燼解瘡（ズオサイダル・テンデン・ジア）」やニンジャマスター・ガラをしてもう一度受ければ死んでしまうと言わしめる光の呪文「光爆炸裂衝（スキッド＝ロア）」などの攻撃魔法の他、自身の周囲のあらゆる呪文を無効化する絶対魔法防御「覇邪霊陣（ストライ＝バー）」を行使。
リッチーは生前大僧正であったため、僧侶の呪文こそ本領である。

### マイイール
TRPG『ワースブレイド』とそれを基にした小説『剣の聖刻年代記』シリーズに登場したアンデッドモンスター。
地に係る事象の他、土にかえったもの＝死者を操る術の系統・土門の高位練法師が他のマイイールの援助の元、専用の術「魔王創成（ディ・ズィア・ナーラ・マイイール）」で変異した存在だが、邪神が現世に降臨するための器として人間を変異させることもある。眼だけが異様な生気を放つミイラ状の体だが、変異の過程では皮膚がはがれ腐汁が溢れ、得体のしれない蟲が湧く。
その体は精神と直結しており、肉体耐久度は無くなる。術法を伴わない打撃と低レベルの術法は無効、術法の物理ダメージも半減するばかりか接触で相手の精神耐久度を奪い、自身を回復する。更にその精神耐久度へのダメージに抵抗失敗した相手からは攻撃を受けなくなる。日光でダメージを受けるが、何の負担もなく闇のベールを纏えるので昼間の活動でも問題ない。『ワースブレイド』のシステムでは肉体や精神の耐久度は軽傷・重傷・昏睡の段階を経て減少、重傷や昏睡時には行動に制限が課せられるのだが、マイイールには制限がない≒耐久度が３倍になるようなものである。更に消費する精神耐久度にも制限が無いため高度な術法を容易く使える。
『ワースブレイド 東方エクスパンション1 梗醍果の王 東方地誌』にはAクラス怪物としてのマイイールの上にA+クラス怪物（超常的存在）として「黄負王（マイイール・ザサ）」が登場した。彼らはマイイールに変異後数千年を真理の探究に当てており、いわゆる人間らしさを完全に失い、更に強大な力を得ている。その体に得意とする術法を定着させており、詠唱や動作無しで自由に使える上にその威力や範囲は強化拡大されていることがほとんど。更に《奇跡》に似た現象をあらゆる存在に頼らずに起こすことができるという。

### デスロード／リッチ
『ソード・ワールド2.0 サプリメント バルバロステイルズ』に登場するアンデッド化した魔法王がデスロード。
古代魔法文明期に行われた不死化の研究の中でもっとも完成体に近い存在である。ドクロのように干からびたその身は純エネルギー属性にこそ弱いものの再生能力を持ち、非魔法の攻撃では傷つかず抵抗した魔法の効果を全て消滅させる。非常に高度な魔法やマジックアイテムを操るほか、2回攻撃が可能でその杖「消散の杖」は命中対象の受けているあらゆる一時的特殊効果を解除、「凍てつく刃」は命中対象を永続的に麻痺させる。更にアンデッド1体を支配下に置く「不死王の支配」、半径500m内の全てのアンデッドを位置と共に感知、前述の支配下にいるアンデッドと視覚を共有する「不死王の監視」という特殊能力を持つ。極めて用心深く、自らの存在が知られないように注意しており、隠れ家や抜け道は常に複数用意している。
後に『ソード・ワールド2.0 ルール＆データブック フォルトナコード』に更に高位の白骨の魔法王・リッチが登場した。
デスロードの持つほとんどの能力を備えるが、「消散の杖」「凍てつく刃」による2回攻撃は無い。反面魔法の行使はより強化され、真語・操霊・神語・召異魔法に加えて現在では失われた魔法を使うばかりか「超高速詠唱」という能力により1度に3つの魔法を魔力を低下させて行使できる。更に1度に2つの魔法を魔力を低下させて行使できる特技《ダブルキャスト》を併用することで約半分の魔力で6つの魔法を行使できる。この世界の理を理解しており、全ての生物は研究済みの無価値な素材であり排除する理由がないので生かしているという認識を持つ。神すらもこの世界の機構の一つと捉えている。